# 1653
1653 (MDCLIII) var ett normalår som började en onsdag i den gregorianska kalendern och ett normalår som började en lördag i den julianska kalendern.

## Händelser

### Maj
- 19 maj – Teschen blir en Habsburgsbesittning som en del av Schlesien.[1]

### Oktober
- Oktober – Guvernören över Nya Sverige, den hårdföre Johan Printz, tröttnar på uppgiften och återvänder till Sverige.

### December
- 16 december – Oliver Cromwell utropar sig till lordprotektor (statschef; i praktiken diktator) över det engelska samväldet, som omfattar hela brittiska öarna, inklusive England, Skottland och Irland.

### Okänt datum
- Under dunkla omständigheter avlägsnas Magnus Gabriel De la Gardie från posten som riksskattmästare av drottning Kristina.
- Gustav Horn blir svensk riksmarsk.
- Fästningen Nya Älvsborg börjar anläggas utanför Göteborg.
- Tolv procent av svenska kronans inkomster går nu till hovlivet. Hovets utgifter ligger på 520.000 daler silvermynt, att jämföra med 167.000 daler 1644.
- Herman Fleming, en av reduktionens starkaste förespråkare, blir president i Kammarkollegium.
- Olof Rudbeck publicerar sina studier av lymfkärlen, den första svenska insatsen i naturvetenskap. Snart hävdar dock dansken Thomas Bartholin, att han gjort samma upptäckt.
- Den engelske diplomaten Bulstrode Whitelocke leder en ambassad till drottning Kristina. Han kommer sedermera att skriva ner sina erfarenheter från Sverige.
- Sverige drabbas av en ny pestepidemi.
- Drottning Kristina instiftar Amarantherorden i Stockholm.
- Taj Mahal i Indien färdigställs.
- Fredrikshamn grundas under namnet Veckelax.
- Nya eller Lilla bollhuset inrättas strax bredvid det gamla i Stockholm.
- Ett 15-tal torpare i Närke gör uppror mot överheten, soldatutskrivningar, hårda skatter och missväxt i det så kallade Morgonstjärneupproret. Upproret slås strax ner och är en i raden av många missnöjesyttringar vid denna tid. Vad som är speciellt med detta uppror är, att det på 1800-talet sväller enormt. Flera historiker målar då upp händelsen, som ett försök av 100-tals bönder att störta drottning Kristina. Denna historieskrivning kommer att fortleva in på 2000-talet.

## Födda
- 17 februari – Arcangelo Corelli, italiensk tonsättare och violinist.
- 30 maj – Claudia Felicitas av Tyrolen, tysk-romersk kejsarinna.
- 31 maj – Eleonora Maria Josefa av Österrike, drottning av Polen.
- 2 april – Georg av Danmark, engelsk och skotsk prinsgemål 1702–1707, irländsk prinsgemål 1702–1708 och brittisk prinsgemål 1707–1708 (gift med Anna)

## Avlidna
- 17 januari – Constantia Sirenberg, tysk musiker och sångare.
- 5 juni – Federico Cornaro, italiensk kardinal.
- 26 juni – Juliana Morell, spansk författare, den första kvinnliga doktoranden i juridik.
- 16 oktober – Jan Wildens, flamländsk målare.
- 2 december – Domingo Pimentel Zúñiga, spansk kardinal.
- Lucrezia Marinella, italiensk poet, filosof och författare.

### Fotnoter
1. ↑  World Statesmen (läst 3 april 2011)